# IFPI Danmark
IFPI Danmark é uma empresa que representa as grandes ou pequenas gravadoras da Dinamarca. É também associada ao IFPI.